# Мегара Карфагенська
Мегара — назва передмістя Карфагена пунійської і римської доби. Була розташована на північ від Бірси.
Мегара займала територію півночы і заходу півострова. Захищений зовнішньою стіною, саме про цю потрійну стіну говорить Аппіан (Лівійська книга. 95), він був засаджений виноградниками і городніми культурами. Вирощувані тут продукти доповнювали раціон жителів міста. І саме завдяки садам вдалося так довго протриматися останнім захисникам Карфагену. У наші дні Пунічну Мегару ідентифікують з сучасним Гамартхом, бальнеологічним курортом, розташованим на півночі Карфагена. Сучасна назва виглядає чимось на зразок метатези Мегари, слова, що має, безсумнівно, семітське походження. Але у фахівців виникають розбіжності щодо смислового значення його кореня. Вважають, що воно могло походити від терміна Me'arah, що означає «грот, печера», або від терміна megor або magor, що перекладається як «резиденція, маєток».